# Quitu
Quitu, stari indijanski narod koji je nekada živio na području današnjeg grada Quito u Ekvadoru. Održali su se sve do osvajanja od strane plemena Cara, barbacoan plemena koji su oko 980. s područja južne Kolumbije prodrli u Ekvador i osnovali carstvo Quito. 
Godine 1462 carstvo je palo u ruke Inka, a istoimeni glavni grad 1533. zapalio je inkački ratni general Rumiñahui